# Cheshire (sång)
"Cheshire" är en låt framförd av den sydkoreanska tjejgruppen Itzy. Den gavs ut som singel från deras EP med samma namn den 30 november 2022 genom JYP Entertainment och Republic Records. Låttiteln är en referens till Cheshirekatten från Alice i Underlandet.

## Komposition
"Cheshire" är skriven av Hwang Su-min och Jeong Ha-ri från 153/Joombas, huvudsakligen komponerad och arrangerad av Timothy Tan och Justin Reinstein tillsammans med Ciara Muscat, Josefin Glenmark, Jar (153/Joombas) och Jjean för kompositionen. Den har beskrivits som en danspoplåt med "fräscht pianoriff och stark basrytm" som handlar om att "tro på dina egna känslor då det inte finns något rätt svar på dina bekymmer och frågor om dig själv". "Cheshire" är komponerad i G-dur med ett tempo på 99 slag i minuten.

## Musikvideo
Videon till låten publicerades på JYP Entertainments Youtube-kanal den 30 november 2022. Den regisserades av 725 (SL8 Visual Lab).

## Medverkande
Information från Melon.
- Itzy – sång
- Song Hee-jin (Solcire) – bakgrundssång
- Hwang Su-min (153/Joombas) – sångtext
- Jeong Ha-ri (153/Joombas) – sångtext
- Timothy Tan – komposition, arrangemang, synth, bas, piano/keyboard, trummor
- Justin Reinstein – komposition, arrangemang, synth
- Ciara Muscat – komposition
- Josefin Glenmark – komposition
- Jar (153/Joombas) – komposition
- Jjean – komposition
- Goo Hye-jin – inspelning, digital redigering
- Lee Tae-seop – ljudmix
- Chris Gehringer – mastering
- Kwon Nam-woo – mastering
- Choi – digital redigering
- Mr Cho (Solcire) – digital redigering
- Noday – sångcoach

## Listplaceringar
| Lista (2022)                       | Högsta placering |
| ---------------------------------- | ---------------- |
| Nederländerna (Nederlandse Top 40) | 31               |
| Singapore (RIAS)                   | 24               |
| Sydkorea (Circle)                  | 89               |
| Taiwan (Billboard)                 | 16               |